# Ksitigarbha

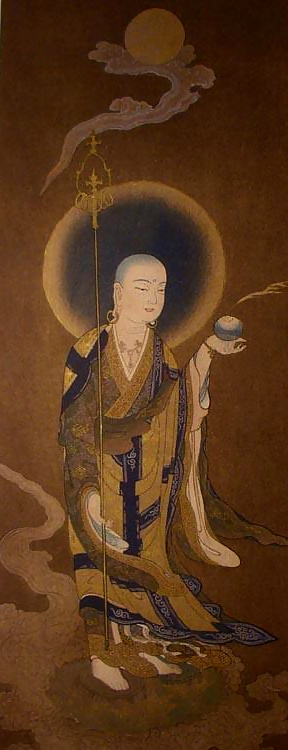
Japansk eller kinesisk målning av Ksitigarbha. Staven han håller i används för att "bryta upp helvetes portar".

Ksitigarbha (kinesiska: 地藏, pinyin: Dìzàng, japanska: 地蔵, romaji: Jizō) är en bodhisattva inom mahayanabuddhismen som sägs kunna rädda medvetna varelser från helveten. Han är känd inom alla mahayanska inriktningar, men han blev inte särskilt populär i Tibet och Indien. Han är dock mycket betydelsefull i Östasien.
Det sägs inom buddhismen att genom att höra hans namn, prisa och dyrka honom, ge gåvor till honom och recitera sutror relaterade till honom, kan utövaren åtnjuta många fördelar både i detta liv och i nästa. Han har därför stor betydelse i många kinesers vardagsliv. I Japan är Ksitigarbha en viktig och beskyddande figur för barn, gravida och resande människor. Om ett litet barn dör, exempelvis vid abort eller missfall, utförs ofta ritualer relaterade till Ksitigarbha i hopp om att han ska hjälpa det döda barnet.

## Historien om Ksitigarbha
Den huvudsakliga sutran som berör Ksitigarbha heter Sutran angående de ursprungliga löftena av Ksitigarbha Bodhisattva. Den översattes till kinesiska i slutet av 600-talet. I denna sutra berättas det om hur Shakyamuni i ett himmelrike kallat Traiyastrimcat inför många buddhor och bodhisattvor berättar om Ksitigarbha.
I sutran beskrivs många av Ksitigarbhas tidigare liv. I ett av dem ger han ett löfte om att rädda medvetna varelser från lidande, i ett annat är han en flicka vars mor dog och återföddes i det värsta helvetet. I detta liv ger Ksitigarbha många gåvor till tidigare buddhor, och när hon besöker ett tempel tillägnat den senaste buddhan, frågar hon denna buddha var hennes mor var. Buddhan uppenbarade sig för Ksitigarbha och bad henne att tänka på denna buddhas namn, sittande på rätt sätt. När hon gjort detta i ett helt dygn och en hel natt fann hon sig utanför ett av de minst dåliga helvetena. En demonkung uppenbarade sig, och berättade för Ksitigarbha att hennes mor, samt många andra i det värsta helvetet hade blivit befriade från sin plåga tack vare Ksitigarbhas flit. Många fler historier om Kstitigarbhas olika liv och stordåd berättas i sutran. I det sista kapitlet berättas det om Ksitigarbhas stora krafter, såsom att kunna manifestera sig i oändligt många kroppar samtidigt, bryta upp helveten, och så vidare. Vidare beskrivs fördelarna av att prisa och dyrka Ksitigarbha.
I denna sutra sägs det att Ksitigarbha lovade att inte uppnå buddhaskap innan han har räddat alla varelser från samsara, ett mycket ovanligt löfte för bodhisattvor.

### I daoismen
I daoismen betraktas Ksitigarba som "härskaren av helvetet". Han beskrivs där som mycket medkännande, och som "den stora mästaren som får människosläktet att utföra dygder, prästen som leder till ljuset (intelligens), härskaren av mörkrets region (Hades), och de levandes räddare".

## Galleri

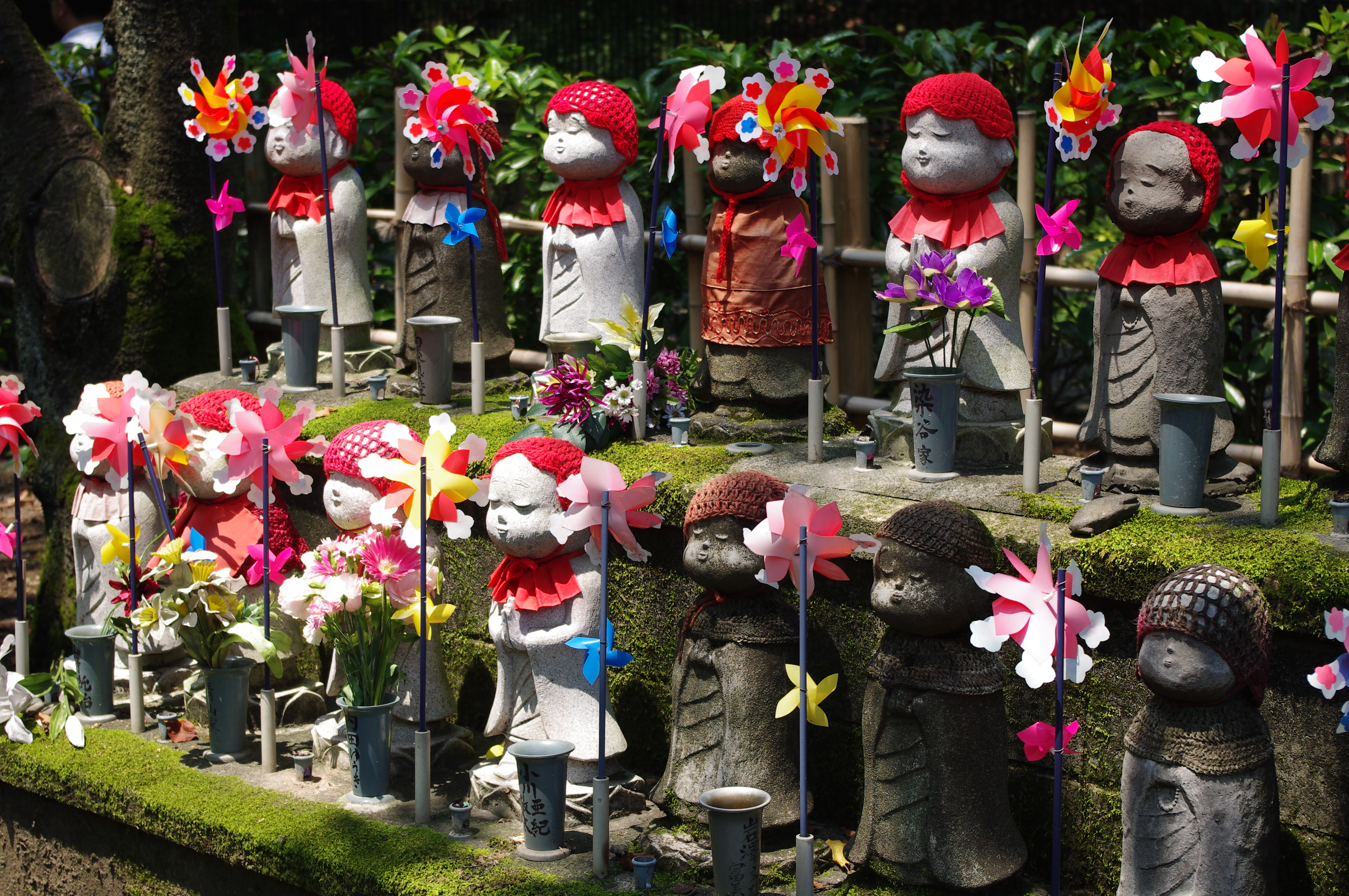
Små statyer av Ksitigarbha vid Zōjō-ji templet i Tokyo, Japan.
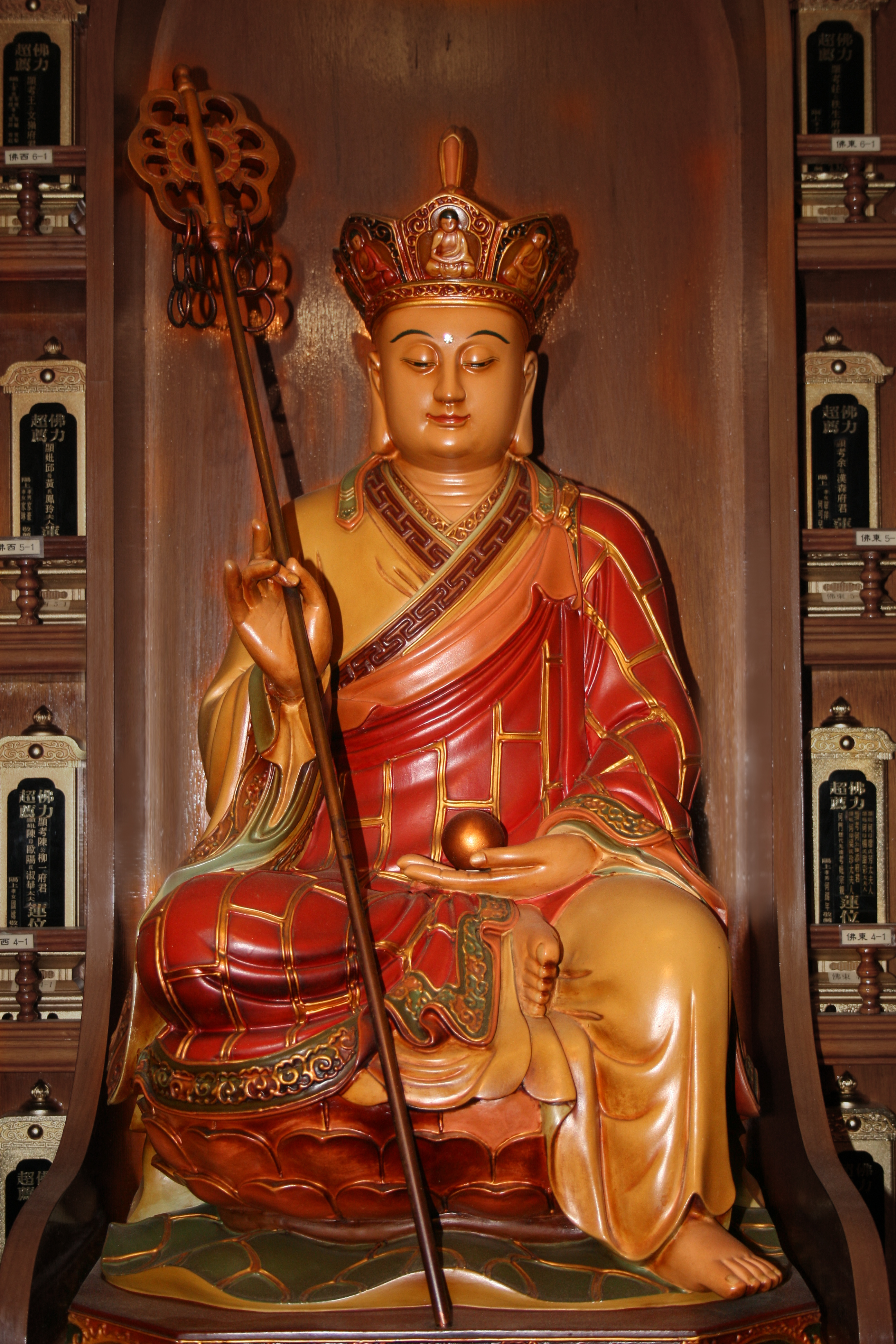
Trästaty av Ksitigarbha i Fo Guang Shan templet i London, Storbritannien